# Federazione di softball della Corea del Sud
La Federazione sudcoreana di softball (eng. Korea Softball Federation) è un'organizzazione fondata per governare la pratica del softball in Corea del Sud.
Organizza il Campionato sudcoreano di softball, e pone sotto la propria egida la Nazionale di softball della Corea del Sud.